# Норберто Алонсо
Норберто Алонсо (на испански: Norberto Alonso) е аржентински футболист, полузащитник.

## Кариера
През 1971 г., на 18-годишна възраст, дебютира за Ривър Плейт. През 1976 г. преминава за кратко в Олимпик Марсилия. След това се завръща в Ривър и играе там до 1987 г. През 1987 г., пред 90 000 зрители се провежда неговият бенефис на Манументал.
През 1972 г. дебютира в националния отбор на Аржентина. На триумфалното световно първенство през 1978 г. той е на пейката. На този турнир Алонсо играе с номера на вратаря, тъй като името му е първо по азбучен ред.

## Отличия

### Отборни
Ривър Плейт
- Примера дивисион: 1975 (М), 1975 (Н), 1979 (М), 1980 (М), 1981 (Н), 1985/86[3][4][5][6]
- Междуконтинентална купа: 1986
- Копа Либертадорес: 1986

### Международни
Аржентина
- Световно първенство по футбол: 1978